# Fire kvinder
Fire kvinder er en film instrueret af Boris Benjamin Bertram. Filmen blev vist sammen med Karma Clown, Pige med mobil og Angie.

## Handling
Filmen handler om kærlighed mellem én mand og fire kvinder og om at være splittet imellem to verdener. En skuespiller ankommer til Beirut for at sætte Shakespeares "Hamlet" op. Men han lander midt i en frihedsrevolution, der vender alting på hovedet. Midt i virkelighedens drama konfronteres han med fire kvinder. Fire kvinder han har elsket eller stadig elsker. Filmen er en blanding af en roadmovie, en kærligheds-thriller og en moderne dansekoreografi.